# ダーフィット・バイリー
ダーフィット・バイリー（David Bailly、1584年 – 1657年）はオランダ黄金時代の画家の一人である。肖像画や「ヴァニタス」を描いた。

## 略歴
ライデンで生まれた。父親はフランドル出身のカリグラファーでフェンシングの教師でもあった。版画の下絵師として父親や銅版画家のジャック・デ・ヘイン(Jacques de Gheyn)の指導を受けた。アドリアン・フェルブルフ(Adriaan Verburg)というライデンの画家の弟子になった後 、アムステルダムに移り肖像画家のコネリス・ファン・デル・フォールト(Cornelis van der Voort)の弟子になった。17世紀に画家たちの伝記を残したアルノルト・ホウブラーケンによれば、1608年の冬から、修行の旅に出て、フランクフルト、ニュルンベルク、アウグスブルク、ハンブルクを旅し、チロルを越えて、ヴェネツィアからローマに旅した。ローマからの帰途、5か月ほどヴェネツィアに滞在し1609年に再びアルプスを越えてドイツに入った。ドイツではブラウンシュヴァイク公らの貴族の王子の肖像画を描いた。
1613年にオランダに帰国すると、自画像や弟子やライデン大学の教授の肖像画を描く他、静物画も描くようになり「ヴァニタス」と呼ばれる頭蓋骨や花、蝋燭などを描いて「人生のはかなさ」を示す寓意画も描いた。1648年にライデンの聖ルカ組合の組合長になった。
弟子には甥のハルメン・ステーンウェイク(Harmen Steenwijck)やピーテル・ステーンウェイク(Pieter Steenwijck)がいる。

## 作品

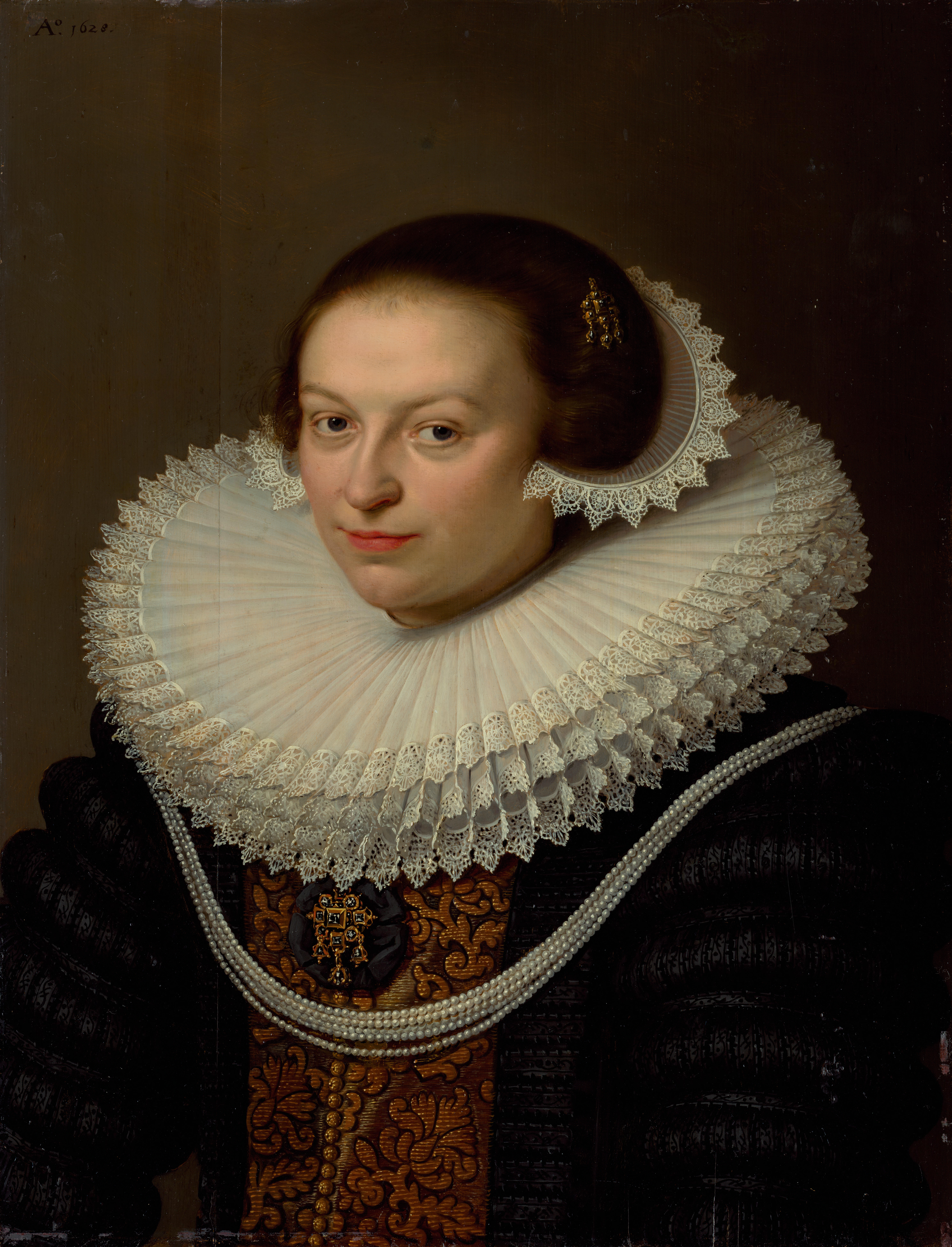
Johanna Visscherの肖像 スロヴァキア国立美術館 蔵
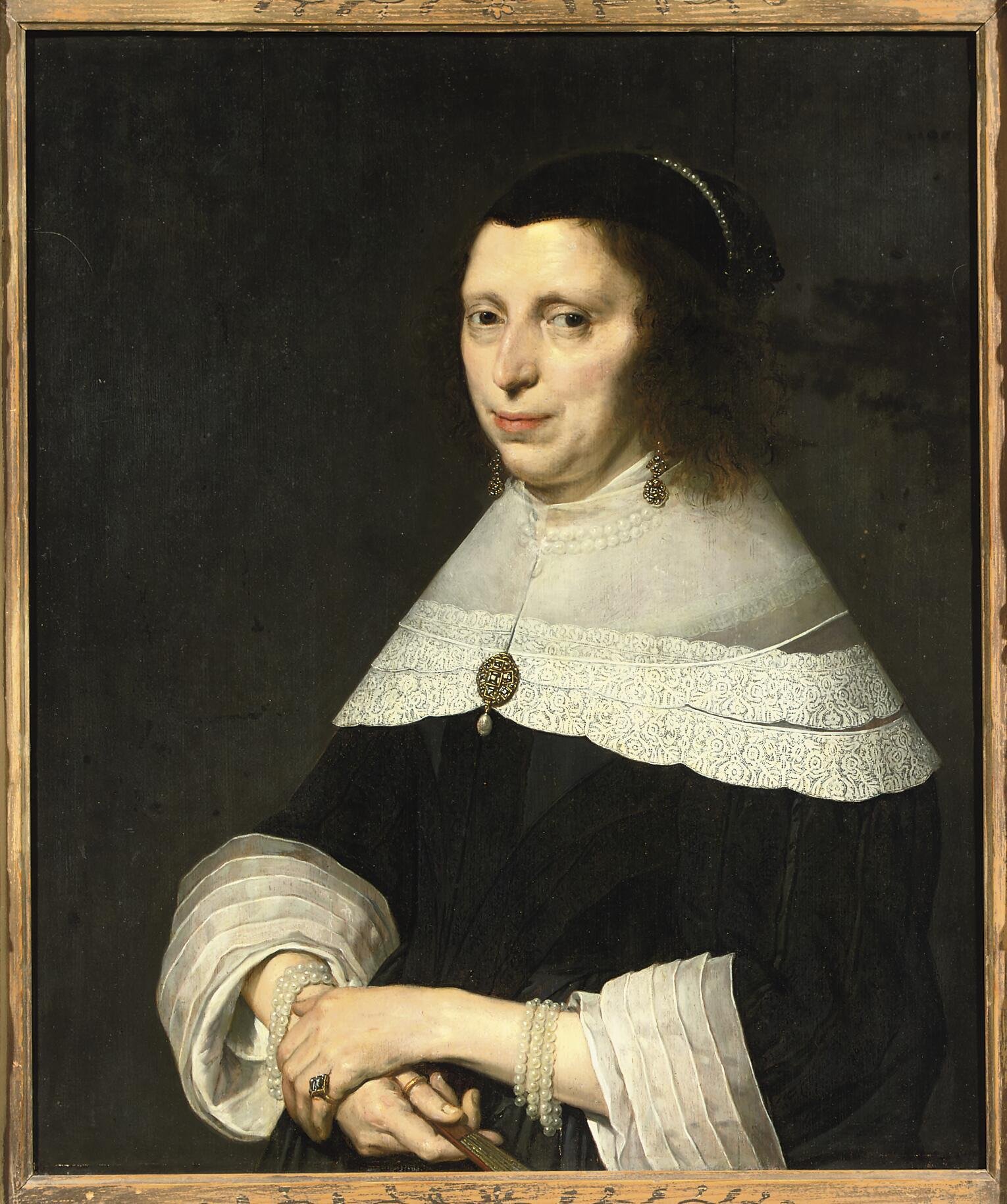
婦人像 個人蔵
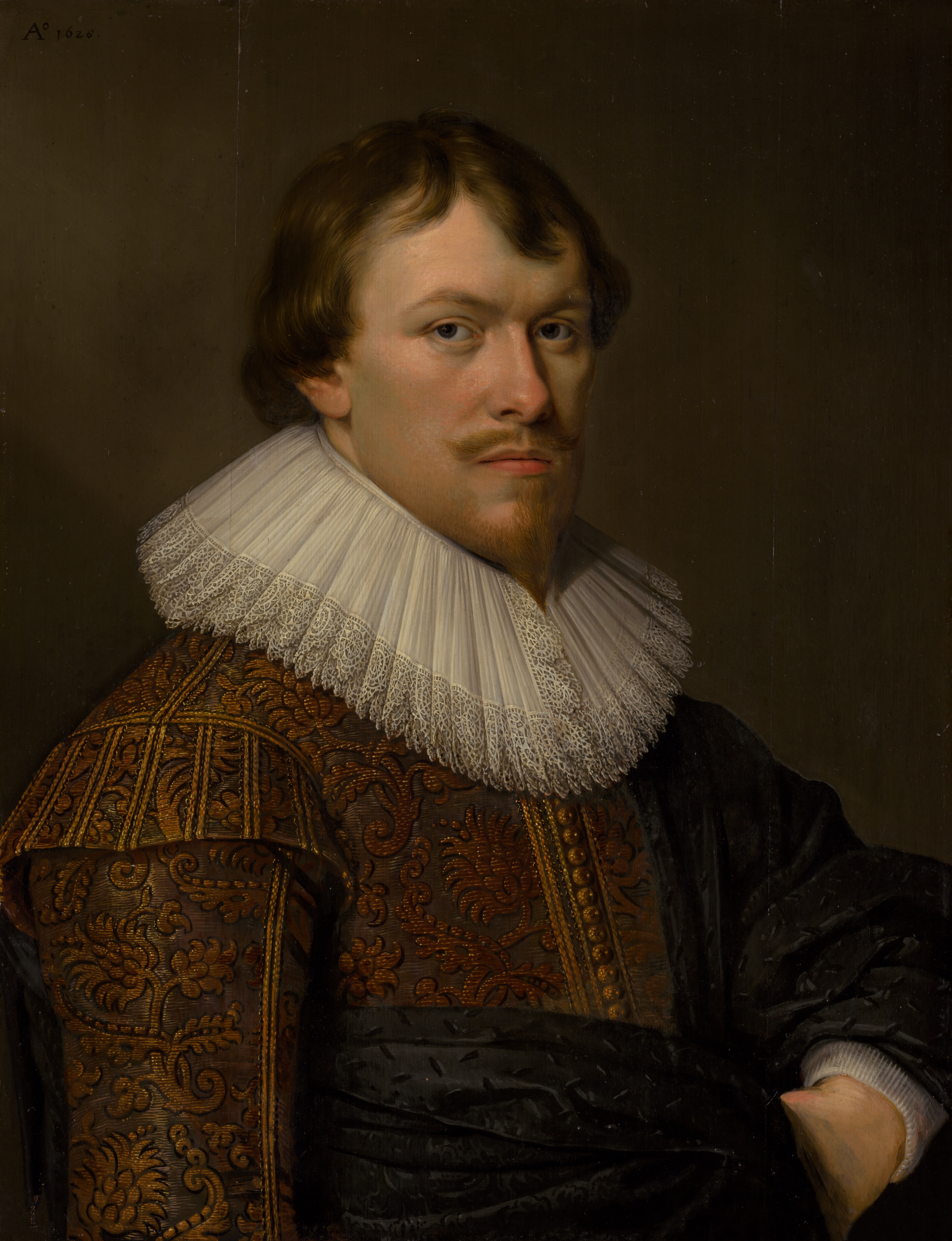
Gerrit Schaepの肖像 スロヴァキア国立美術館 蔵
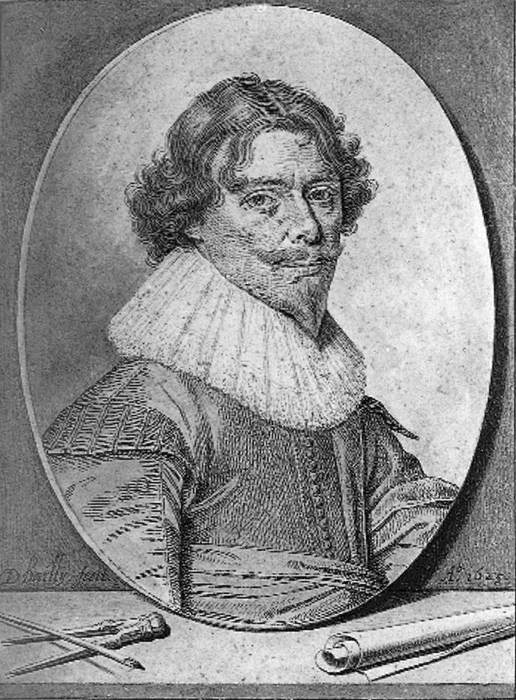
版画、自画像 アムステルダム国立美術館 蔵